# Strelište (Bjelovar)
Strelište ili Vojno Strelište je naselje i povijesni lokalitet u bjelovarskoj četvrti Nove Plavnice, na Križevačkoj cesti i i ulici Ivana Cankara. Strelište se nalazi u krugu starog vojnog strelišta i igrališta Žir unutar šume Bedenik koja se u krugu Strelišta naziva i šuma Šištat. 
Same parcele starog vojnog strelišta administracijski pripadaju naselju Predavac unutar općine Rovišće.